# Sororitat

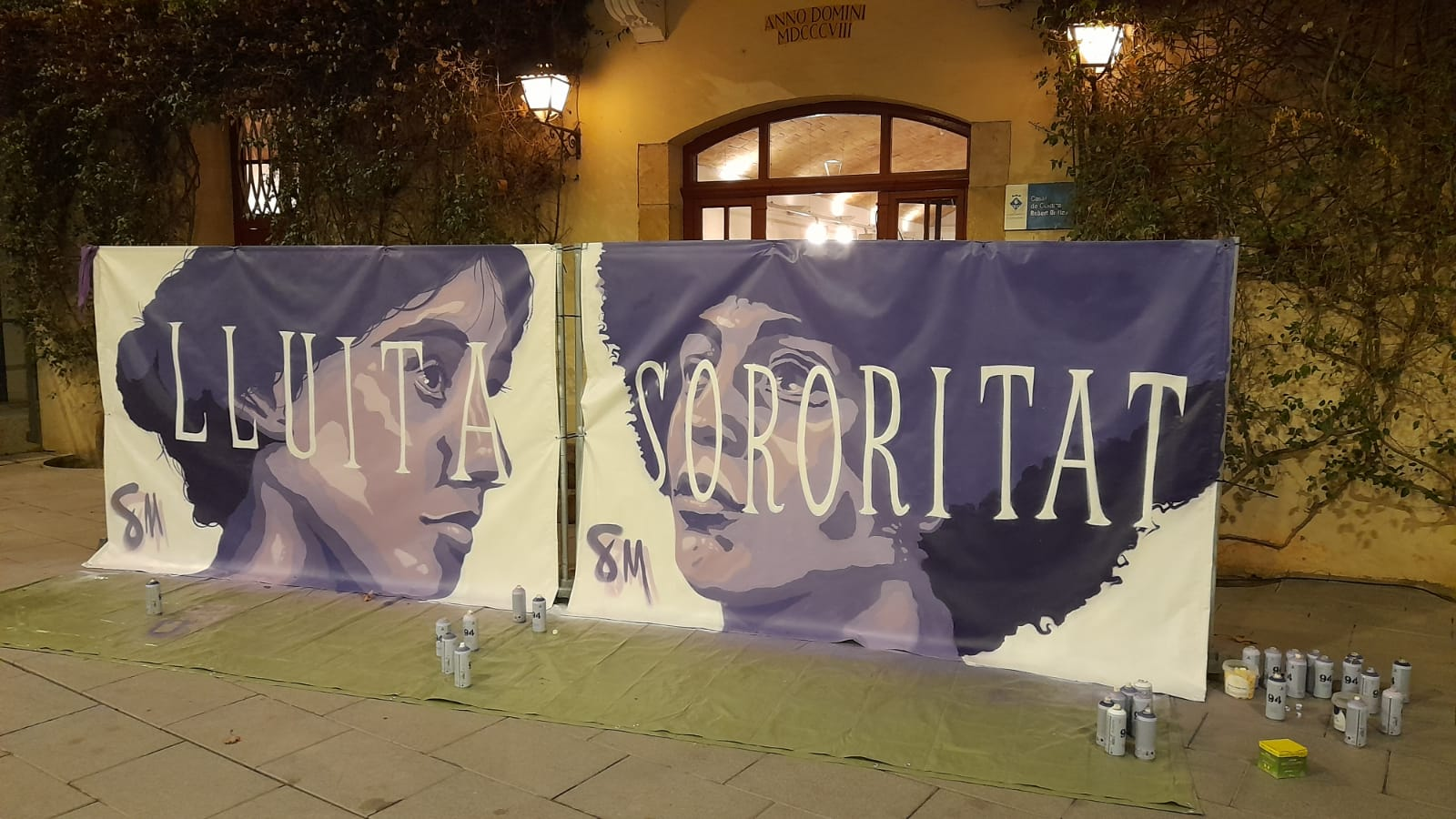
Grafit del 2022 a Esplugues de Llobregat que incita a la sororitat.

La sororitat, soritat o agermanament femení és un terme que prové del llatí soror (germana) que reflecteix un lligam estret entre dones basat en el compartiment d'experiències, interessos, preocupacions, etc. en un context social i polític de discriminació en societats patriarcals. És una dimensió ètica, política i pràctica del feminisme contemporani, que en paraules de la feminista mexicana Marcela Lagarde es pot definir com una experiència de les dones que condueix a la recerca de relacions positives i l'aliança existencial i política, cos a cos, subjectivitat a subjectivitat amb altres dones, per contribuir amb accions específiques a l'eliminació social de totes les formes d'opressió i al suport mutu per aconseguir el poder genèric de totes i l'empoderament vital de cada dona.
Aquest neologisme s'ha convertit en un concepte habitual del feminisme contemporani.

## Significat

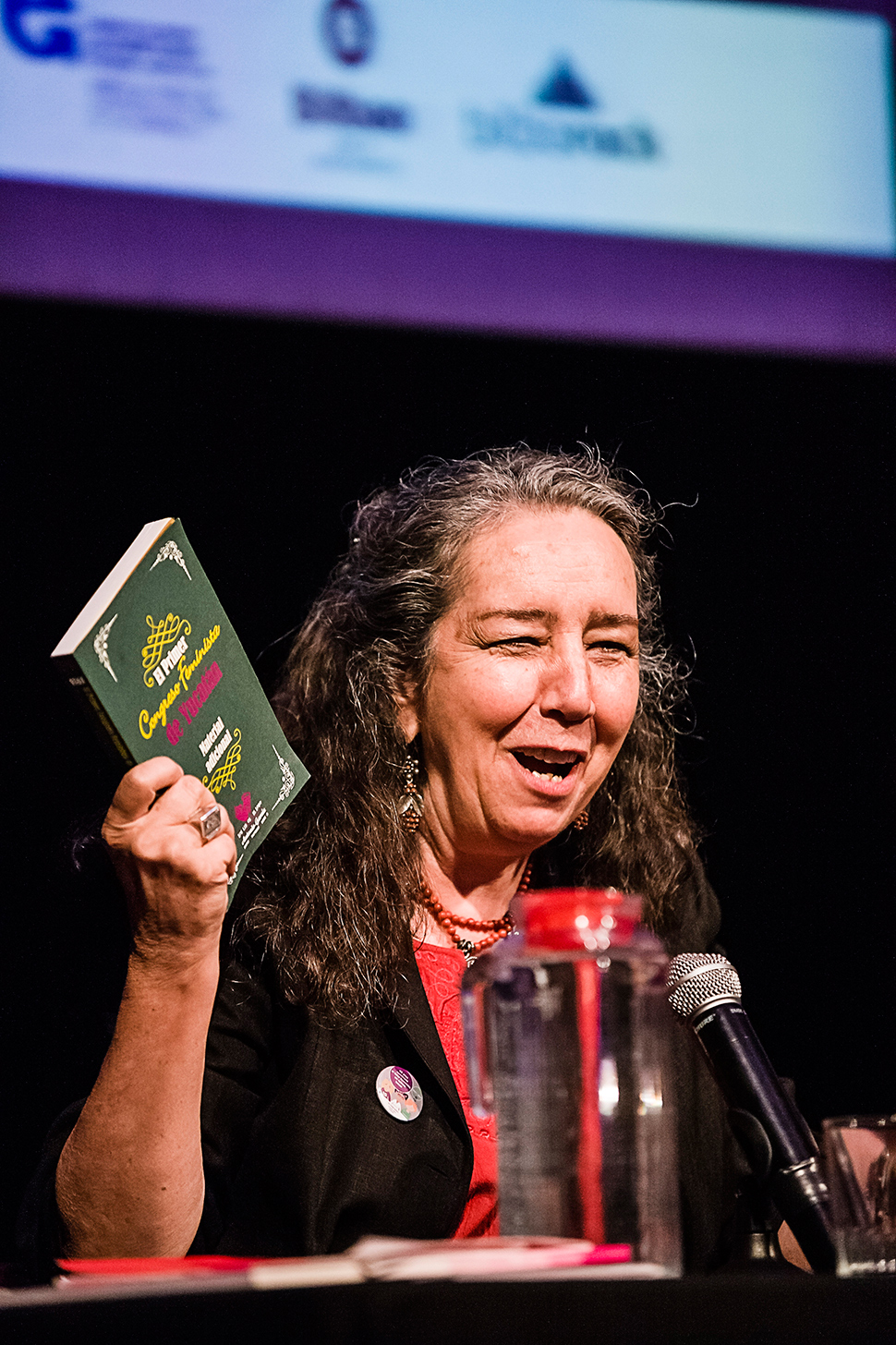
Marcela Lagarde, acadèmica i antropòloga mexicana que va popularitzar el terme

Una amistat entre dones diferents i parells, còmplices que es proposen treballar, crear i convèncer, que es troben i reconeixen en el feminisme, per viure la vida amb un sentit profundament llibertari. En donar el pas qualitatiu que ens trasllada de la solidaritat a la sororitat, s'obren noves possibilitats d'acció col·lectiva i de militància feminista pels drets humans de les dones i contra el patriarcat, la misogínia, la desigualtat sexual i la violència masclista en totes les seves formes (física, econòmica, institucional, etc.).
La sororitat comprèn l'amistat entre les que han estat creades simbòlicament en el món patriarcal com a enemigues, les dones, i entenent com a món patriarcal el domini del masculí, dels homes i de les institucions que reprodueixen aquest ordre. La sororitat, doncs, està basada en una relació d'amistat; ja que en les amigues les dones trobem una dona de la qual aprenem i a la qual també podem ensenyar, és a dir, una persona a qui s'acompanya i amb qui es construeix. Així mateix, aquesta aliança cap a la igualtat promou altres formes no androcèntriques de mirar el món i altres identitats i valors més vinculats amb el relacional i que històricament s'han vist subjugats per uns altres com la competitivitat, l'agressivitat o la incompatibilitat entre raó i emoció.
Per tant, el concepte de sororitat té a veure amb el reconeixement, amb el suport i amb la germanor entre dones que, en percebre les seves problemàtiques com una experiència comuna compartida, aconsegueixen apartar les seves diferències per treballar pel canvi social i construir un món diferent, més just i millor. La sororitat té connotacions de concòrdia i conformitat que el diccionari adjudica als termes de germanor i fraternitat i s'associa també al significat d'altres paraules com assentiment, consens, crèdit i valor entès, de la mateixa manera que s'ha aplicat històricament en les confraries d'homes o en les aliances virils o fratries. També s'emparenta amb significats propers a conciliació, conveni i mediació, que ens serviran per explorar per i per a nosaltres mateixes els camins del pacte.
Tal com explica Juana Gallego, directora de l'Observatori per a la Igualtat de la Universitat Autònoma de Barcelona: "Les paraules volen dir coses i cal posar nous termes en marxa perquè es produeixin canvis. En aquest cas, les xarxes socials i l'activisme de molts i diferents grups feministes han ajudat no només a expandir aquest concepte, sinó a donar-li força".
La sororitat i la igualtat ens permeten transformar aquests rols als quals ens han obligat a jugar tradicionalment i que mai demanem. L'aliança de les dones en el compromís és tan important com la lluita contra altres fenòmens de l'opressió i per crear espais en què les dones puguin desplegar noves possibilitats de vida.

## Història del terme
Sororitat; fraternitat; germandat: aquestes tres paraules tenen procedència llatina i respectivament equivalen a: soror/frater; germana i germà no consanguinis; i, en sentit figurat: com si fossin germans pel que fa a l'amistat o a l'afecte; germanus/na, germans carnals. Amb el pas del temps, de soror, n'ha quedat sor, i a la pràctica només com a tractament per a una dona que formi part d'una comunitat monacal o conventual. I fra per a un home en les mateixes circumstàncies.
Alguns exemples de les poques dones que van poder mantenir una relació sòrica van ser, a la Grècia antiga, les joves del Thiasos (dirigida per Safo) que no estaven encara en edat de matrimonios; les monges en la cultura cristiana arran de les fundacions monacals o conventuals de l'alta edat mitjana en no tenir la necessitat d'aconseguir un home per a la subsistència, i les vídues, que ja havien sortit del mandat reproductiu.
Al final del segle xviii, la Revolució francesa va prendre com a lema: Fraternitat, a més de Llibertat i Igualtat. Aquí fraternitat mantingué el significat originari de relació d'amistat-afecte entre fratres, per tant s'ha d'entendre que no incloïa les dones. Els pactes entre cavallers han presidit moltes de les decisions que han dirigit el destí d'ells mateixos i el de les "seves dones", designant-se a si mateixos com a iguals o desiguals i qualificant les dones com a idèntiques, indiferenciades o apropiables, moneda de canvi o mercaderia, impedint les aliances femenines que podien afeblir el seu poder, el poder masculí. Per això l'experiència de pactes de dones és escassa, si bé entre les destacables excepcions tenim el moviment sufragista.
A la darreria del segle xix, la lluita obrera va organitzar sota la paraula germandat (i no fraternitat) les ajudes mútues que bonament es podien repartir entre la gent treballadora de la indústria per atendre les famílies que quedaven sense cap recurs davant de malalties o greus necessitats, a causa de les grans vagues del proletariat obrer de l'època.
Perquè, tal com escrivia Octavio Paz, la dona va transmetre o conservar, però no crear, els valors i energies que li confien la naturalesa o la societat. En un món fet a la imatge dels homes, la dona era només un reflex de la voluntat i el voler masculins. Les dones no han tingut l'experiència històrica i massiva de realitzar pactes, perquè se les heterodesignava com a no aptes, se les va col·locar a totes en l'ofici natural de la sexualitat reproductiva, en el qual havien de rivalitzar entre elles per aconseguir favors masculins que els procuressin l'estatus de mares, per ser algú, per assegurar la supervivència, el rang, el nom.
L'escriptor espanyol Miguel de Unamuno va plantejar la necessitat d'encunyar un terme al qual va anomenar "sororidad" per referir-se a la germandat femenina. En un text de Miguel de Unamuno publicat en la revista argentina Caras y Caretas en 1921 i també en el seu text d'aquest mateix any, La tía Tula, l'escriptor, referint-se a la tragèdia de Sófocles sobre Antígona, la filla d'Èdip i la seua mare, Jocasta, planteja la necessitat d'emprar un terme equivalent a la paraula fraternal (derivada del llatí "frater", germà) però relacionat a les germanes:
| « | [..] ¿Fraternal? No: caldria inventar una altra paraula que no existeix en castellà. Fraternal i fraternitat venen de frater, germà, i Antígona era soror, germana. I convindria si de cas parlar de sororitat i de sororal, de germandat femenina. | » |

Al començament del segle xxi, la professora Elena Simón va posar en circulació la paraula sororitat (o soritat), encunyada en l'àmbit feminista anglosaxó. Així doncs, partint dels conceptes frater (germà) i soror (germana) arribem al de sororitat, que fa al·lusió a la relació de compromís vital entre dones.

## Principis i praxis
La sororitat o soritat (més eufònica, en eliminar la redundància sil·làbica) es tracta d'una ètica i d'una estètica feminista i, sobretot, d'una pràctica política entre dones. És una eina d'empoderament: respecte, aliança (diferent d'amistat), pacte feminista i superació del patriarcat. Principis definits: respecte; reclam del respecte a una mateixa; capacitat crítica entre nosaltres.
Ara les dones en els països democràtics ja no tenen per què seguir entrant en el joc de la rivalitat, al qual les ha abocat el patriarcat per a la seva convivència, perquè ja tenen la facultat de poder elegir la pròpia forma de vida, de relació i la pròpia forma de sosteniment.
La soritat es construeix mitjançant l'adscripció a un pacte, un compromís que parteix de la presa de consciència de les necessitats comunes i al seu torn particulars de les dones, així com l'apoderament i la solidaritat sorgida entre totes. Una solidaritat que al seu torn neix de la consciència femenina de la seva discriminació dins de l'ordre patriarcal. Per tenir relacions sòriques, primer s'ha de destruir la misogínia. Hi ha relacions sòriques entre mares i filles i entre germanes. Per al canvi del sistema establert hem de ser: impertinents, insurgents i subversives. Nomenar el món a la nostra manera.
Cal, doncs, reconstruir la pròpia genealogia femenina i pactar entre totes de forma expressa i conscient o de forma espontània i tàcita, per discernir el que ens uneix i ens separa com a col·lectiu, el que Cèlia Amorós anomena "pactes segellats" o "juramentats" (els explícits) i "pactes seriats" (els implícits).
La soritat no ha estat cívica ni política, sinó domèstica. Els pactes sòrics, segellats i juramentats, hauran de prosseguir un camí, tot just après i emprès, en la representativitat social i civil, per no col·laborar més en el llançament de pedres sobre la pròpia teulada, per anar aconseguint posicions sorals en què reconèixer-nos cada vegada més i des d'allà poder afrontar una vida de relació més rica i més humana entre nosaltres i els homes, o dit d'una altra manera, una vida de relació equivalent i equipotent.

## Reconeixements
El 2018, sororitat va ser triat el neologisme de l'any per votació popular a través de la iniciativa anual de l'Observatori de Neologia de la Universitat Pompeu Fabra i l'Institut d'Estudis Catalans.